# Auvernier
Auvernier je bývalá samostatná obec v kantonu Neuchâtel na západě Švýcarska. Žije zde asi 1600 obyvatel. 
Dříve samostatná obec vytvořila k 1. lednu 2013 společně s obcemi Bôle a Colombier novou obec Milvignes.

## Geografie
Auvernier leží v nadmořské výšce 433 m, vzdušnou čarou 4 km západojihozápadně od hlavního města kantonu, Neuchâtelu. Vinařská obec se rozkládá na jižním úpatí Jury, v blízkosti břehů Neuchâtelského jezera.
Katastr obce o rozloze 1,7 km² zahrnuje část na severním břehu Neuchâtelského jezera. Území obce se rozkládá od úzkého pásu pobřeží na sever přes svah až do výšky terénní terasy u Peseux a Corcelles-Cormondrèche. Nejvyšší bod Auvernier leží v nadmořské výšce 530 m na okraji této terasy. V roce 1997 tvořila 46 % rozlohy obce zastavěná plocha, 4 % lesy a lesní porosty, 48 % zemědělství a necelá 2 % neproduktivní půda.
K Auvernieru patří čtvrť Beauregard nad železniční stanicí. Sousedními obcemi byly Neuchâtel, Peseux, Corcelles-Cormondrèche a Colombier.

## Historie

Břeh jezera v Auvernier (polovina 20. století)

Auvernier má velmi dlouhou tradicí osídlení. V roce 1855 byly na břehu jezera objeveny a následně vykopány pozůstatky obydlí na kůlech. Sídliště Auvernier je jednou z nejvýznamnějších pravěkých lokalit ve Švýcarsku a dalo jméno auvernierské fázi, úseku pozdního švýcarského neolitu. Lokalita byla pravděpodobně osídlena od 4. do 1. tisíciletí př. n. l. V roce 1876 bylo v lokalitě Allée couverte Auvernier objeveno megalitické naleziště. Auvernier byl osídlen také v době římské a burgundské. Byla zde nalezena soška Jupitera.
Vesnice byla poprvé zmíněna v listině z roku 1011 pod názvem Averniacum. V té době patřila oblast k burgundskému království. V průběhu 14. století rozšířila hrabata z Neuchâtelu svou moc i na Auvernier. Neuchâtel byl od roku 1648 knížectvím a od roku 1707 byl spojen personální unií s Pruským královstvím. V roce 1806 bylo území postoupeno Napoleonovi a v roce 1815 se v rámci Vídeňského kongresu stalo součástí Švýcarské konfederace, přičemž pruští králové zůstali až do roku 1848 (formálně do Neuchâtelské smlouvy z roku 1857) také knížaty Neuchâtelu. Auvernier patřil do roku 1848 k okrsku La Côte, od té doby k okresu Boudry.

## Obyvatelstvo

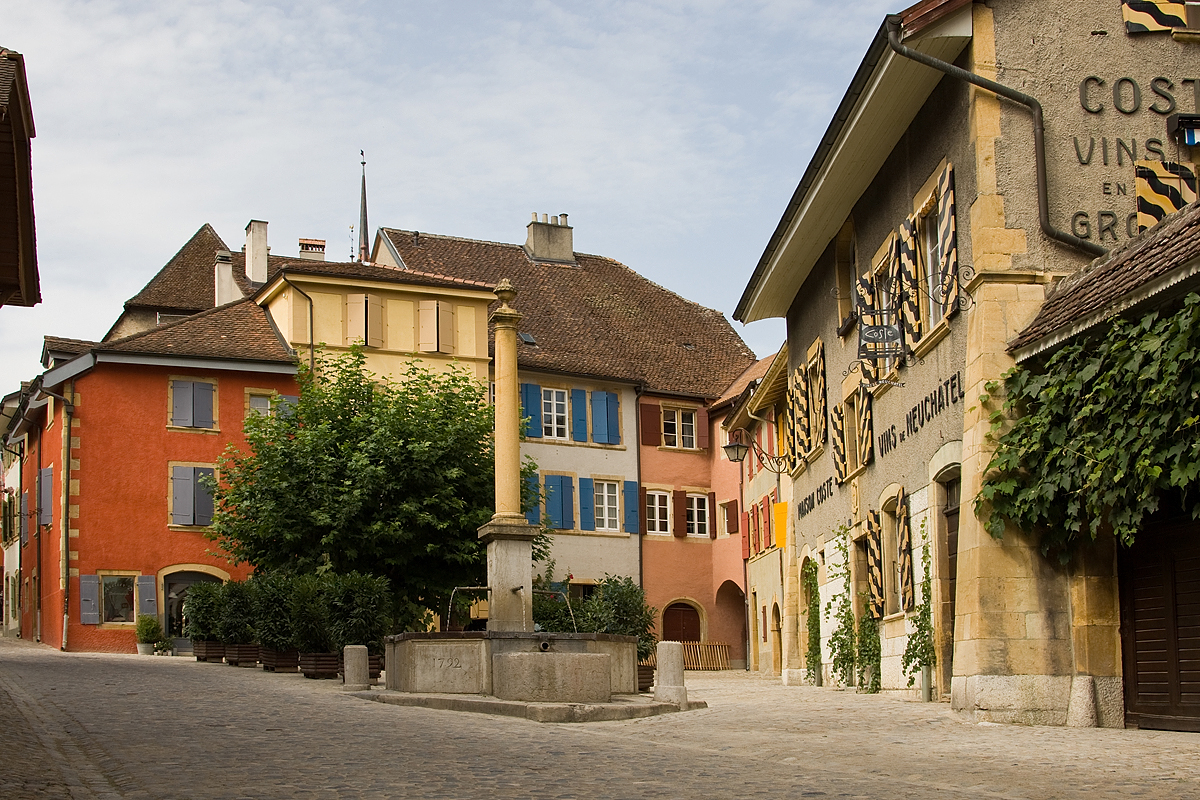
Centrum obce

86,2 % obyvatel hovoří francouzsky, 6,7 % německy a 2,2 % italsky (stav v roce 2000). Počet obyvatel Auvernier od roku 1850 pomalu, ale trvale roste (677 obyvatel).

## Hospodářství
Auvernier je tradiční vinařskou a rybářskou obcí již od středověku. Svahy v okolí obce jsou optimálně vystaveny slunci a jsou ideální pro pěstování vína. V Auvernier sídlí od roku 1888 kantonální vinařská škola (nyní Service cantonale de viticulture). V posledních desetiletích se Auvernier vyvinulo v rezidenční obec s vysokým podílem dojíždějících, kteří pracují především v sousedním Neuchâtelu.

## Doprava
Bývalá obec má dobré dopravní spojení. Leží na hlavní silnici č. 5 z Neuchâtelu do Yverdonu, která byla v roce 1977 odlehčena otevřením úseku dálnice A5 ze Serrières do Boudry. V oblasti obce byla dálnice přeložena do tunelu s protlakem. V rámci výstavby dálnice došlo k rozsáhlým změnám v krajině podél břehu jezera: bylo nasypáno a upraveno přibližně 17 hektarů půdy a břeh byl nově zastavěn rekreačními objekty.
Dne 7. listopadu 1859 byla otevřena železniční trať Lausanne–Biel/Bienne se stanicí v Auvernier. Odbočná trať Auvernier – Les Verrières byla slavnostně otevřena 25. července 1860. Ta se západně od stanice Auvernier odpojovala od trati vedoucí po úpatí pohoří Jura. Meziměstská linka 5 neuchâtelské tramvaje, která byla otevřena v roce 1892, má také zastávku v Auvernier.